# Pycnoptile compagnon
Pycnoptilus floccosus
Genre
Statut de conservation UICN

 VU A2bc : Vulnérable
Espèce
Le Pycnoptile compagnon (Pycnoptilus floccosus) ou oiseau-pilote, est une espèce de passereaux de la famille des Acanthizidae. C'est la seule espèce du genre Pycnoptilus.

## Habitat
Son habitat naturel est les forêts tempérées sclérophylles humides .

## Description
Grand et trappu Acanthazidae, il mesure environ 18 cm de longueur et pèse 27 g. Il a une grosse tête et un bec court. Le plumage est essentiellement brun avec un feston sur la poitrine et une gorge orangée.

## Comportement
L'espèce vit sur le sol. Son nom d'espèce vient de son habitude supposée de suivre les oiseaux-lyres, se nourrissant des proies que ce dernier débusque. Cette habitude est bien connue mais rarement observée

## Répartition et sous-espèces
Selon la classification de référence du Congrès ornithologique international (15.1, 2025) il se répartit en deux sous-espèces (ordre phylogénique) :
- P. f. sandlandi Mathews 1912 — forêts de plaine de Newcastle à Melbourne ;
- P. f. floccosus Gould 1851 — Snowy Mountains.